# Goljamo Gradisjte
Goljamo Gradisjte (Bulgaars: Голямо градище Golyamo Gradishte) is een dorp in het noordoosten van Bulgarije in de gemeente Opaka, oblast Targovisjte. Het dorp ligt op 28 km afstand van de stad Popovo.

## Bevolking
Op 31 december 2019 telde het dorp 949 inwoners, een daling vergeleken met het maximum van 1.587 inwoners in 1946.
| Bevolkingsontwikkeling tussen 1934 en 2019          |
| --------------------------------------------------- |
|                                                     |
| Bron: Nationaal Statistisch Instituut van Bulgarije |

In het dorp wonen nagenoeg uitsluitend Bulgaarse Turken (97,1%).
| Etnische samenstelling van de respondenten (2011) | Etnische samenstelling van de respondenten (2011) | Etnische samenstelling van de respondenten (2011) | Etnische samenstelling van de respondenten (2011) | Etnische samenstelling van de respondenten (2011) |
| ------------------------------------------------- | ------------------------------------------------- | ------------------------------------------------- | ------------------------------------------------- | ------------------------------------------------- |
|                                                   |                                                   |                                                   |                                                   |                                                   |
| Bulgaren                                          | Bulgaren                                          |                                                   | 2,5%                                              | 2,5%                                              |
| Turken                                            | Turken                                            |                                                   | 97,1%                                             | 97,1%                                             |
| Roma                                              | Roma                                              |                                                   | 0,0%                                              | 0,0%                                              |
| Anders/Onbekend                                   | Anders/Onbekend                                   |                                                   | 0,4%                                              | 0,4%                                              |